# Симфония № 100 (Гайдн)
Симфония № 100 соль мажор (Военная симфония) — симфония австрийского композитора Йозефа Гайдна (1794). Примерная продолжительность звучания — 27 минут.
Принадлежит к циклу Лондонских симфоний, написанных композитором в ходе его второй продолжительной гастрольной поездки в Великобританию в 1794—1795 гг. Была впервые исполнена 31 марта 1794 года под управлением главного организатора гайдновских британских концертов Иоганна Петера Саломона. Необычно большая для музыки венских классиков роль ударных инструментов привела к тому, что симфонию стали называть Военной (это название не принадлежит Гайдну). Кроме того, исследователи усматривают в её концепции программность: «Мы воспринимаем образность военных сигналов, военной музыки, улавливаем, пожалуй, даже попытки дать звуковой пейзаж лагеря. Менуэт этой симфонии также приобретает редкий у Гайдна „лихой“, „армейский“ характер».
Состав оркестра:  флейта, два гобоя, два кларнета, два фагота, две трубы, две валторны, ударные (литавры, тарелки, треугольник, большой барабан), струнные (1-е и 2-е скрипки, альты, виолончели и контрабасы).
На музыку симфонии был поставлен балет венгерского балетмейстера Имре Экка (1967).

## Структура
1. Adagio — Allegro
2. Allegretto (до мажор)
3. Menuet: Moderato
4. Finale: Presto